# Junta de Governo da Bolívia (1946–1947)
A Junta de Governo da Bolívia (em castelhano:  Junta de Gobierno), oficialmente conhecida como Excelentísima Junta de Gobierno, foi uma junta civil que governou a Bolívia de 21 de julho de 1946 a 10 de março de 1947. Era composta por representantes trabalhistas, docentes e estudantis, bem como magistrados do Tribunal Distrital Superior de La Paz. O Presidente da Junta foi o Presidente do Tribunal Distrital Superior, Tomás Monje, nomeado após a violenta deposição do Presidente Gualberto Villarroel em 21 de julho de 1946. Como Monje estava doente no momento da morte de Villarroel, Néstor Guillén, Decano do Tribunal Distrital Superior, assumiu o cargo nos primeiros 27 dias antes de delegar o comando a Monje em 17 de agosto de 1946. Como presidente da Junta, Monje atuou como uma figura neutra liderando a transição para o regresso ao governo civil. A junta foi dissolvida em 10 de março de 1947, quando Enrique Hertzog, vencedor das eleições gerais de janeiro, assumiu o cargo de presidente.